# George Douglas Howard Cole
George Douglas Howard Cole (ur. 25 września 1889 w Londynie, zm. 14 stycznia 1959 tamże) – angielski historyk, ekonomista, socjolog i teoretyk socjalizmu.

## Życiorys
Studiował w Oxfordzie, gdzie następnie wykładał myśl społeczną i polityczną. Od 1908 był członkiem Independent Labour Party. Był członkiem Towarzystwa Fabiańskiego, współpracował także ze związkami zawodowymi. Był współtwórcą socjalizmu gildyjnego.

## Wybrane prace[1]
- The World of Labour: A Discussion of the Present and Future of Trade Unionism London 1913
- Self-government in Industry London 1917
- A Short History of the British Working-class Movement: 1789-1947 London 1925-27
- What Marx Really Meant London 1934
- History of Socialist Thought London 1953-60, 5 t.